# Славковиці (Велицький повіт)
Славковиці (пол. Sławkowice) — село в Польщі, у гміні Біскупиці Велицького повіту Малопольського воєводства.
Населення — 858 осіб (2011).

## Демографія
Демографічна структура станом на 31 березня 2011 року:
|          | Загалом | Допрацездатний вік | Працездатний вік | Постпрацездатний вік |
| -------- | ------- | ------------------ | ---------------- | -------------------- |
| Чоловіки | 429     | 96                 | 294              | 39                   |
| Жінки    | 429     | 93                 | 264              | 72                   |
| Разом    | 858     | 189                | 558              | 111                  |